# Gallina ciega

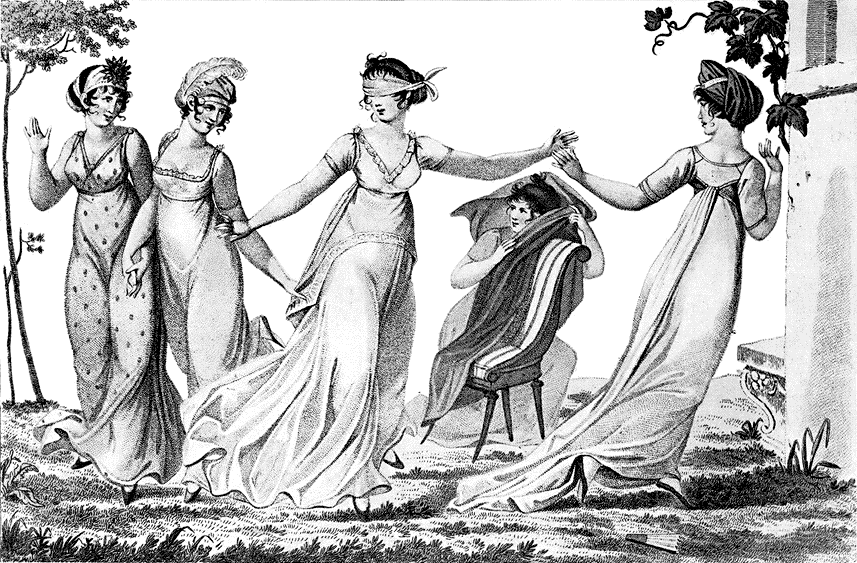
Mujeres jugando a la Gallina ciega en 1803.

La gallinita ciega (en Argentina, gallito ciego) es un juego infantil en el que un jugador, con los ojos vendados, debe atrapar a alguno de los participantes y, en ciertas variantes, adivinar quién es. Es un juego muy divertido que se puede jugar con cualquier persona

## Descripción
El juego no tiene máximo de jugadores; uno de los jugadores es "la gallina ciega" y los otros tienen que tratar de que no los agarren o los pillen o encuentre, los otros jugadores le tapan los ojos, normalmente con un pañuelo o venda, a un jugador seleccionado.
A partir de ese momento, el jugador nombrado «gallina ciega» intenta atrapar a alguno de los que juegan, guiándose por sus voces. Tocando, por supuesto, pero sin pegar. Cuando alguien es atrapado, ese jugador queda fuera del juego. Cuando estén jugando, para poder ayudar a la gallina a conseguir sus presas, los jugadores normalmente le hablan o le dan pistas de dónde se encuentran (como por ejemplo: cantando o gritándole direcciones como izquierda o derecha).
Para que el jugador llamado gallina no vea se le ata un pañuelo que no sea transparente sobre los ojos.
Suele jugarse en un área espaciosa, libre de obstáculos para evitar que el jugador haciendo el papel de la "gallina" se lastime al tropezarse o golpearse con algo.
El pintor Francisco de Goya inmortalizó este juego en su cuadro del mismo hombre. En la Edad Moderna, es un juego de salón común entre los adultos de la clase alta europea.
Las reglas del juego de la gallinita ciega.
1. En primer lugar se debe elegir a quien llevará la venda, es decir, el que hará el papel de gallinita ciega y deberá encontrar al resto. Una vez elegido debe ponerse un pañuelo en los ojos, de forma que no pueda ver nada.
2. El resto de los niños se ponen en círculo alrededor de la gallinita ciega, cogidos de las manos. La "gallinita" debe dar tres vueltas sobre sí misma antes de empezar a buscar, para que no sepa dónde está.
. La tarea de la gallinita consiste en atrapar a alguno de los niños, que pueden moverse pero sin soltarse de las manos. Cuando la gallinita tenga a un niño, tiene que adivinar quien es mediante el tacto. Si acierta, se intercambian los papeles.
Gallinita ciega es el nombre que se le da en Chile y en algunas zonas de España al chotacabras (Caprimulgus sp, Systellura sp y Chordeiles sp) Gallina chota, en Murcia.